# Айова Хартлендерс
«Айова Хартлендерс» (англ. Iowa Heartlanders) — профессиональная хоккейная команда, выступающая в Центральном дивизионе Западной конференции ECHL. Базируется в пригороде Айовы-Сити — Коралвилле, штат Айова, США. Команда начала играть с сезона 2021–22.
«Хартлендерс» аффилированы с командой НХЛ «Миннесота Уайлд».